# Вешчица (Мурска Собота)
Вешчица (словен. Veščica, мађ. Falud) је насељено место у општини Мурска Собота, Помурска регија, Словенија.

## Историја
До територијалне реорганизације у Словенији била је у саставу старе општине Мурска Собота.

## Становништво
У попису становништва из 2011. године, Вешчица је имала 436 становника.
| Број становника према пописима | Број становника према пописима | Број становника према пописима |
| ------------------------------ | ------------------------------ | ------------------------------ |
| 1991                           | 2002                           | 2011                           |
| 408                            | 406                            | 436                            |

Напомена: Од 1955. до пописа 1991. исказивано под називом Вешчица при Мурски Соботи. У попису из 1991. исказивано под именом Вешчица при Мурски Соботи, а од пописа 2002. под именом Вешчица. Године 1984. извршена је мања размена територије између насеља Вешчица и Чернелавци.